# Socjaliści Ludowi „Wolność”
Socjaliści Ludowi „Wolność” (od czerwca 1941 r. Socjalistyczno-Ludowa Polska Partia Wolności) – polskie ugrupowanie syndykalistyczne działające w okresie II wojny światowej we Lwowie. „Wolność”, choć powiązana ze Związkiem Syndykalistów Polskich, głosiła bardziej umiarkowany program zarówno w kwestii zakresu uspołecznienia jak praw mniejszości narodowych. SLPPW weszła w skład Patriotycznego Frontu Lewicy Polskiej, a później Centralizacji Stronnictw Demokratycznych, Socjalistycznych i Syndykalistycznych. Czołowym działaczem był Zdzisław Mieniewski. Organami prasowymi były pisma „Wolność” i „Wytrwamy”.

## Literatura
Chwedoruk Rafał: Ruchy i myśl polityczna syndykalizmu w Polsce. Warszawa 2011, s. 282-283